# Zbigniew Dutkowski
Zbigniew Dutkowski (ur. 17 grudnia 1925 w Rypinie, zm. 22 marca 2013 w Warszawie) – polski dziennikarz sportowy.
Debiutował w 1947 w katowickim Sporcie, w latach 1952–1981 kierował działem sportowym Trybuny Robotniczej. Na łamach tej gazety publikował przez 30 lat stały felieton 7 dni w sporcie. Publikował również w Przeglądzie Sportowym (cykl Węglem pisane) i Tempie.
Był autorem kilku książek o tematyce tenisowej – 150 rakiet. Najlepsi tenisiści świata (1984), T – jak tenis (1979). Artykuły o historii tenisa publikował także w miesięczniku Tenis (m.in. cykl Encyklopedia A...Z). Ponadto wydał m.in. Gwiazdy, bramki, emocje Stadionu Śląskiego (1978).